# Widad Amel Mostaganem
Maillots
Le Widad Amel Mostaganem (en arabe : وداد أمل مستغانم), plus couramment abrégé en WA Mostaganem, est un club algérien de football fondé en 1945 et basé dans la ville de Mostaganem.

## Histoire
Le Widad Amel Mostaganem a été fondé à la suite d'une réunion de quelques nationalistes algériens qui ont décidé de fonder un club musulman malgré le refus des autorités françaises, ces dirigeants ont décidé de nommé ce nouveau club sur le même nom du club marocain du Wydad AC avec les mêmes couleurs rouges du sang des martyrs et blanc pour la paix, après son passage historique en Algérie entre jeudi 30 décembre 1943 et lundi 3 janvier 1944 et après le geste qu'il a fait de ne pas jouer le match s'il y a pas les drapeaux du Maroc et d'Algérie, ainsi que le parcours qu'il a fait en gagnant contre la sélection d'Angleterre et remportant la coupe du Nouvel An.
Le WAM est le second club de la ville, après le club phare l'ES Mostaganem.
Après avoir accédé en 1re division à l'issue d'une curieuse histoire de match gagné sur tapis vert, il a connu une belle saison avec à sa tête un certain entraîneur russe, Guennadi Rogov. Le club a surpris les plus grands clubs algériens, en s'imposant sur leur terrain par une nouvelle tactique en 3/5/2. La menace qui guette les européens en Algérie obligea l'entraîneur russe à quitter le club, qui n'a cessé depuis de régresser.

## Palmarès
| Compétitions nationales                                                                                       |
| --- |
| - Ligue 2 (2) : - Champion : 1991-92 et 1995-96. - Division 3 (3) : - Champion : 1964-65, 1981-82 et 1998-99. |

## Résultats sportifs

### Bilan par compétition
| Compétition         | Saisons | Titres | J   | G   | N   | P   | Bp  | Bc  | Diff. |
| ------------------- | ------- | ------ | --- | --- | --- | --- | --- | --- | ----- |
| critéruim d'honneur | 1       | -      | 14  |     |     |     |     |     |       |
| Ligue 1             | 03      | -      | 90  | 29  | 25  | 36  | 104 | 122 | -18   |
| Ligue 2             | 24      | ...    | ... | ... | ... | ... | ... | ... | ...   |
| Division 3          | 25      | ...    | ... | ... | ... | ... | ... | ... | ...   |
| Division 4          | 2       | ...    | ... | ... | ... | ... | ... | ... | ...   |
| Division 5          | -       | ...    | ... | ... | ... | ... | ... | ... | ...   |
| Division 6          | -       | ...    | ... | ... | ... | ... | ... | ... | ...   |
| Coupe d'Algérie     | ...     | ...    |     |     |     |     |     |     |       |
| Total               | ...     | ...    | ... | ... | ... | ... | ... | ... | ...   |

## Parcours

### Classement en championnat par année
- 1962-63 : Critéruim d'honneur Ouest Gr.VII, 4e
- 1963-64 : D2, PH Ouest, 4e
- 1964-65 : D3, PH Ouest, 1er
- 1965-66 : D2, DH Ouest, 7e
- 1966-67 : D3, DH Ouest, 12e
- 1967-68 : D4, 1re D Ouest groupe A, ?e
- 1968-69 : D4, 1re D Ouest groupe A 1er
- 1969-70 : D3, DH Ouest, 4e
- 1970-71 : D3, DH Ouest, ?e
- 1971-72 : D3, DR Ouest, ?e
- 1972-73 : D3, DR Ouest, ?e
- 1973-74 : D2, DR Ouest, ?e
- 1974-75 : D2, DR Ouest, ?e
- 1975-76 : D2, DR Ouest, ?e
- 1976-77 : D2, DR Ouest, 7e
- 1977-78 : D2, DR Ouest, ?e
- 1978-79 : D2, DR Ouest, ?e
- 1979-80 : D3, Inter Régions Ouest, ?e
- 1980-81 : D3, Inter Régions Ouest, ?e
- 1981-82 : D3, Inter Régions Ouest, 1er
- 1982-83 : D2, National 2 Centre-Ouest, 10e
- 1983-84 : D2, Régional Ouest, 16e
- 1984-85 : D2, Régional Ouest, 10e
- 1985-86 : D2, Régional 2 Ouest, 13e
- 1986-87 : D2, Régional Ouest, 5e
- 1987-88 : D2, Régional 2 Ouest, 8e
- 1988-89 : D3, Régional Ouest, 2e
- 1989-90 : D3, Régional Ouest, 4e
- 1990-91 : D3, Régional Ouest, 2e
- 1991-92 : D2, National 2 Ouest, 1er
- 1992-93 : D1, 5e
- 1993-94 : D1, 14e
- 1994-95 : D2, Gr. Ouest, 5e
- 1995-96 : D2, Gr. Ouest, 1er
- 1996-97 : D1, 16e
- 1997-98 : D2, Gr. Ouest, 8e
- 1998-99 : D2, Gr. Ouest, 1er
- 1999-00 : D2, 12e
- 2000-01 : D2, Gr. Centre-Ouest, 4e
- 2001-02 : D2, Gr. Centre-Ouest, ?e
- 2002-03 : D2, Gr. Centre-Ouest, 13e
- 2003-04 : D2, Gr. Ouest, 13e
- 2004-05 : D3, Inter-Régions Ouest, 3e
- 2005-06 : D3, Inter-Régions Ouest, ?e
- 2006-07 : D3, Inter-Régions Ouest, 6e
- 2007-08 : D3, Inter-Régions Ouest, 7e
- 2008-09 : D3, Inter-Régions Ouest, 7e
- 2009-10 : D3, Inter-Régions Ouest, 3e
- 2010-11 : DNA Centre-Ouest, 10e
- 2011-12 : DNA Ouest, 11e
- 2012-13 : DNA Ouest, 9e
- 2013-14 : DNA Ouest, 10e
- 2014-15 : DNA Ouest, 9e
- 2015-16 : DNA Ouest, 9e
- 2016-17 : DNA Gr. Ouest, 16e
- 2017-18 : D4, Inter-Régions Ouest, 11e
- 2018-19 : D4, Inter-Régions Ouest, ?e
- 2019-20 : D4, Inter-Régions Ouest, 1er
- 2020-21 : D3, Inter-Régions Ouest, 2e
- 2021-22 : D3, Inter-Régions Ouest, 2e
- 2022-23 : D3, Inter-Régions Ouest, 1re
- 2023-24 : Ligue 2 Centre-Ouest, 3e
- 2024-25 : Ligue 2 Centre-Ouest, ?e

### Parcours du WAM en coupe d'Algérie
| Saison    | Tour            | Matchs                | Résultats          |
| --------- | --------------- | --------------------- | ------------------ |
| 1962-63   | 1re T.R         | MC Saida              | 5-0                |
| 1963-64   | 1/32 finale     | MC Oran               | 0-1                |
| 1964-65   | 1/64 finale     | GC Mascara            | 2-3                |
| 1965-66   | 1/64 finale     | USM Trézel            | 2-3 ap             |
| 1966-67   | 1/64 finale     | Nadjah AC             | 1-2                |
| 1967-68   | 3e T.R          | ES Tlemcen            | -                  |
| 1968-69   | 1/32 finale     | IRB Mers El-Kebir     | 1-1 corners 3-5    |
| 1969-70   | 1/32 finale     | ES Mostaganem         | 1-2                |
| 1970-71   | 1/64 finale     | MC Saida              | 0-1                |
| 1971-72   | 1/16 finale     | USM Alger             | 2-1                |
| 1972-73   | ?               | ?                     | ?                  |
| 1973-74   | ?               | ?                     | ?                  |
| 1974-75   | 1/32 finale     | RCG Oran              | 2-1                |
| 1975-76   | 1/8 finale      | WA Boufarik           | 4-1                |
| 1976-77   | ?               | ?                     | ?                  |
| 1977-78   | ?               | ?                     | ?                  |
| 1978-79   | ?               | ?                     | ?                  |
| 1979-80   | ?               | ?                     | ?                  |
| 1980-81   | 1/16 finale     | ES Collo              | 2-1                |
| 1981-82   | ?               | ?                     | ?                  |
| 1982-83   | ?               | ?                     | ?                  |
| 1983-84   | ?               | ?                     | ?                  |
| 1984-85   | ?e T.R          | ?                     | ?                  |
| 1985-86   | 1/64 finale     | JSM Tiaret            | 1-0                |
| 1986-87   | 1/16 finale     | JS Bordj Menaiel      | 2-2 ap (t.a.b 4-5) |
| 1987-88   | 1/64 finale     | USM Bel Abbès         | 0-3                |
| 1988-89   | 1/32 finale     | RC Relizane           | 2-3                |
| 1989-90   | N.J             | N.J                   | N.J                |
| 1990-91   | 1/64 finale     | IRB Maghnia           | ?                  |
| 1991-92   | ?e T.R          | ?                     | ?                  |
| 1992-93   | N.J             | N.J                   | N.J                |
| 1993-94   | 1/32 finale     | GC Mascara            | 0-1ap              |
| 1994-95   | ?e T.R          | ?                     | ?                  |
| 1995-96   | 1/32 finale     | USM Blida             | 1-3 ap             |
| 1996-97   | 1/32 finale     | CA Batna              | 0-4                |
| 1997-98   | 1/16 finale     | IRB El Hadjar         | 0-1                |
| 1998-99   | ?e T.R          | ?                     | ?                  |
| 1999-00   | 1/32 finale     | USM Sétif             | 0-1                |
| 2000-01   | 1/16 finale     | JS Bordj Menaïel      | forfait            |
| 2001-02   | 1/32 finale     | MSP Batna             | 1-2                |
| 2002-03   | Avant dernier   | US Hammam Bou Hadjar  | 2-0                |
| 2003-04   | Avant dernier   | SCM Oran              | 3-0                |
| 2004-05   | ?e T.R          | ?                     | ?                  |
| 2005-06   | 1/32 finale     | CA Bordj Bou Arreridj | 1-1 ap (t.a.b)     |
| 2006-07   | 1/64 finale     | SCM Oran              | 1-2                |
| 2007-08   | ?e T.R          | ?                     | ?                  |
| 2008-09   | 1/64 finale     | WA Tlemcen            | 0-1                |
| 2009-10   | 1/8 finale      | ICS Tlemcen           | 0-1                |
| 2010-11   | 1/64 finale     | CRB Merine            | 1-2                |
| 2011-12   | Avant dernier   | CRB Hennaya           | 0-2 ap             |
| 2012-13   | Avant dernier   | RC Relizane           | 0-1                |
| 2013-14   | Avant dernier   | AS Marsa              | ?                  |
| 2014-15   | 1/64 finale     | ES Mostaganem         | 2-3 ap             |
| 2015-16   | Avant dernier   | JS Emir Abdelkader    | 1-0                |
| 2016-17   | 1/64 finale     | IRB El Kerma          | 0-1                |
| 2017-18   | ?e T.R          | ?                     | ?                  |
| 2018-19   | 2e T.R          | CRB Ben Badis         | ?                  |
| 2019-20   | Avant dernier   | RC Relizane           | 0-4                |
| 2020-21   | covid 19        | N.J                   | N.J                |
| 2021-22   | covid 19        | N.J                   | N.J                |
| 2022-23   | 1/32 de finale  | Paradou AC            | 2-2 ap (tab 1-2)   |
| 2023-2024 | 1//32 de finale | NA Hussein Dey        | 1-1 ap (tab 2-4)   |
| 2024-2025 |                 |                       |                    |

#### Statistiques Tour atteint
le WAM à participer en 55 édition, éliminé au tours régionale 27 fois et atteint les tours finale 14 fois.
| Édition | 1er tour | 2e tour | 3e tour | 4e tour | 64e de finale | 32e de finale | 16e de finale | 8e de finale | Quart de finale | Demi-finale | Finale | Champion |
| ------- | -------- | ------- | ------- | ------- | ------------- | ------------- | ------------- | ------------ | --------------- | ----------- | ------ | -------- |
| 55-28   | -        | 01      | 04      | -       | 08            | 10            | 03            | 01           | 00              | 00          | 00     | 00       |

## Identité du club

### Logo et couleurs
Depuis la fondation du Widad Amel Mostaganem en 1945, ses couleurs sont le Rouge et le Blanc.

Ancien logo.
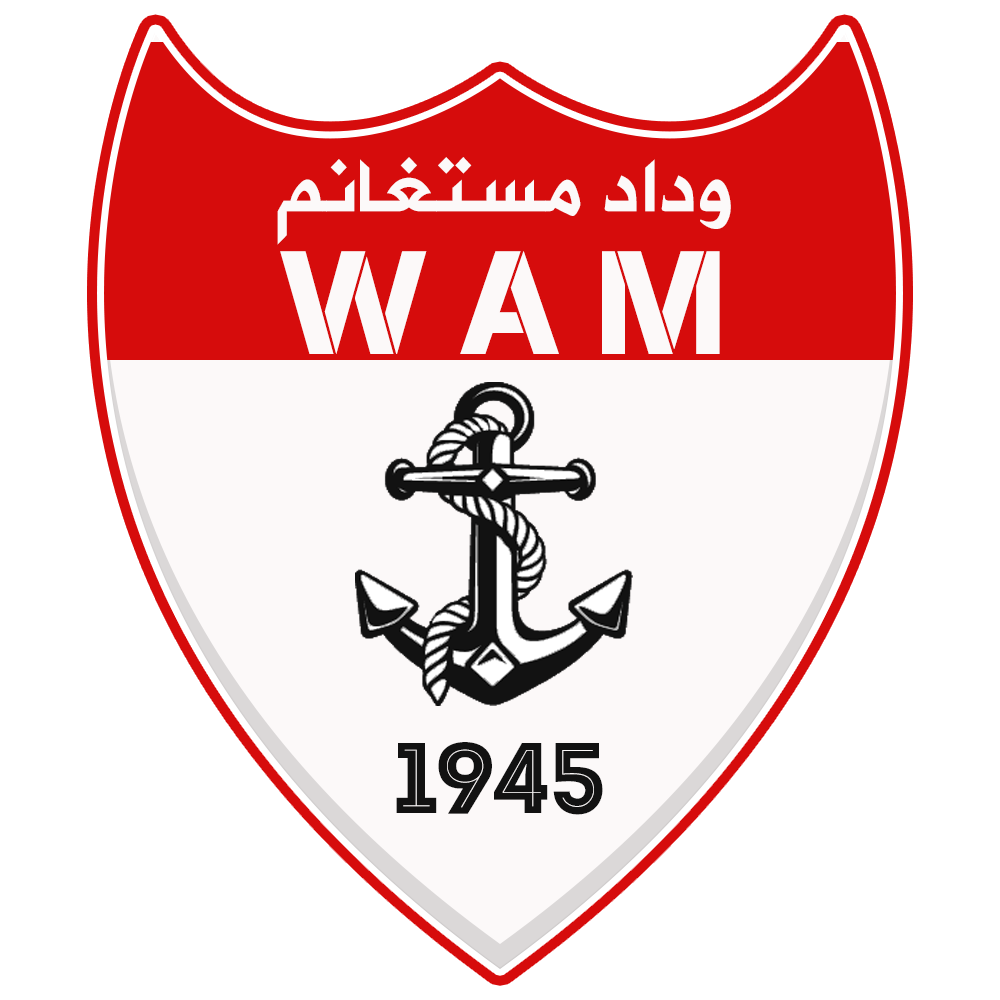
Logo actuel.

#### Historique des noms officiels du club
| Widad Sports Mostaganem (WSM) |
| ----------------------------- |

| Widad Athlétique Mostaganem (WAM) |
| --------------------------------- |

| WAF Mostaganem (WAFM) |
| --------------------- |

| Widad Riadhi Baladiat Mostaganem (WRBM) |
| --------------------------------------- |

| Widad Amel Mostaganem (WAM) |
| --------------------------- |

## Derby WAM vs ESM
- Source [1]

| Saison    | Match                                  | Date                                   | Compétition.                           | Rencontre                              | Rés.                                   | Buteur(s) du WAM                       | Buteur(s) de l'ESM                     | Réf.                                   |                                        |
| --------- | -------------------------------------- | -------------------------------------- | -------------------------------------- | -------------------------------------- | -------------------------------------- | -------------------------------------- | -------------------------------------- | -------------------------------------- | -------------------------------------- |
| 1945-1956 | -                                      | -                                      | -                                      | -                                      | -                                      | -                                      | -                                      | -                                      | -                                      |
| 1956-1962 | Boycott des clubs musulmans Algérienne | Boycott des clubs musulmans Algérienne | Boycott des clubs musulmans Algérienne | Boycott des clubs musulmans Algérienne | Boycott des clubs musulmans Algérienne | Boycott des clubs musulmans Algérienne | Boycott des clubs musulmans Algérienne | Boycott des clubs musulmans Algérienne | Boycott des clubs musulmans Algérienne |
| 1962-63   | 1                                      |                                        | Critérium d'Honneur                    | WAM - ESM                              | -                                      |                                        |                                        |                                        |                                        |
| 1962-63   | 2                                      |                                        | Critérium d'Honneur                    | ESM - WAM                              | -                                      |                                        |                                        |                                        |                                        |
| 1963-1973 | Division Différente .                  | Division Différente .                  | Division Différente .                  | Division Différente .                  | Division Différente .                  | Division Différente .                  | Division Différente .                  | Division Différente .                  | Division Différente .                  |
| 1969-70   | *3*                                    | 21 Déc 1969                            | *Coupe d'Algérie*                      | WAM - ESM                              | 1-2                                    | Benzaoui 72'                           | Zidane 3'- 42'                         | .                                      |                                        |
| 1973-1974 | 4                                      |                                        | National II Ouest                      | WAM - ESM                              | -                                      |                                        |                                        |                                        |                                        |
| 1973-1974 | 5                                      |                                        | National II Ouest                      | ESM - WAM                              | -                                      |                                        |                                        |                                        |                                        |
| 1974-75   | 6                                      | 22-9-1974                              | National II Ouest (2ej)                | ESM-WAFM                               | -                                      |                                        |                                        |                                        |                                        |
| 1974-75   | 7                                      | 1975                                   | National II Ouest (15éj)               | WAFM-ESM                               | -                                      |                                        |                                        |                                        |                                        |
| 1975-76   | 8                                      |                                        | National II Ouest                      | WAM - ESM                              |                                        |                                        |                                        |                                        |                                        |
| 1975-76   | 9                                      |                                        | National II Ouest                      | ESM - WAM                              | -                                      |                                        |                                        |                                        |                                        |
| 1976-77   | 10                                     |                                        | National II Ouest                      | WAM - ESM                              | -                                      |                                        |                                        |                                        |                                        |
| 1976-77   | 11                                     |                                        | National II Ouest                      | ESM - WAM                              | -                                      |                                        |                                        |                                        |                                        |
| 1977-1978 | 12                                     |                                        | National II Ouest                      | WAM - ESM                              | -                                      |                                        |                                        |                                        |                                        |
| 1977-1978 | 13                                     |                                        | National II Ouest                      | ESM - WAM                              | -                                      |                                        |                                        |                                        |                                        |
| 1978-1979 | 14                                     |                                        | National II Ouest                      | WAM - ESM                              | -                                      |                                        |                                        |                                        |                                        |
| 1978-1979 | 15                                     |                                        | National II Ouest                      | ESM - WAM                              | -                                      |                                        |                                        |                                        |                                        |
| 1979-1982 | Division Différente .                  | Division Différente .                  | Division Différente .                  | Division Différente .                  | Division Différente .                  | Division Différente .                  | Division Différente .                  | Division Différente .                  | Division Différente .                  |
| 1982-83   | 16                                     |                                        | National II Centre-Ouest               | WAM - ESM                              | -                                      |                                        |                                        |                                        |                                        |
| 1982-83   | 17                                     | 25 mars 1983                           | National II Centre-Ouest               | ESM - WAM                              | -                                      |                                        |                                        |                                        |                                        |
| 1983-84   | 18                                     |                                        | National II Centre-Ouest               | WAM - ESM                              | 0-3                                    |                                        |                                        |                                        |                                        |
| 1983-84   | 19                                     |                                        | National II Centre-Ouest               | ESM - WAM                              | 1-1                                    |                                        |                                        |                                        |                                        |
| 1984-85   | 20                                     | 19 octobre 1984                        | (D2),Régional Ouest                    | WAM - ESM                              | 0-0                                    |                                        |                                        |                                        |                                        |
| 1984-85   | 21                                     | 1er mars 1985                          | (D2) ,Régional Ouest                   | ESM - WAM                              | 1-0                                    |                                        |                                        |                                        |                                        |
| 1985-86   | 22                                     | 23 Nov 1985                            | (D2) , Régional Ouest                  | WAM - ESM                              | 1-2                                    |                                        |                                        |                                        |                                        |
| 1985-86   | 23                                     | 11 Avr 1986                            | (D2), Régional Ouest                   | ESM - WAM                              | 1-3                                    |                                        |                                        |                                        |                                        |
| 1986-87   | 24                                     | 19 Déc 1986                            | (D2),Régional Ouest                    | ESM - WAM                              | 0-0                                    |                                        |                                        |                                        |                                        |
| 1986-87   | 25                                     | 8 mai 1987                             | (D2) , Régional Ouest                  | WAM - ESM                              | 0-0                                    |                                        |                                        |                                        |                                        |
| 1987-88   | 26                                     | 23 octobre 1987                        | (D2), Régional Ouest - 7ej             | WAM - ESM                              | 1-0                                    | boumzziza 55' s.p                      | -                                      | [ 3 ]                                  |                                        |
| 1987-88   | 27                                     | 18 mars 1988                           | (D2), Régional Ouest- 24ej             | ESM - WAM                              | 0-0                                    | -                                      | -                                      | [ 4 ]                                  |                                        |
| 1988-1989 | 28                                     | V 3 février 1989                       | (D3), Régional Ouest (14ej)            | ESOMM - WRBM                           | 1-2                                    |                                        |                                        |                                        |                                        |
| 1988-1989 | 29                                     | V 2 juin 1989                          | (D3), Régional Ouest (29éj)            | WRBM-ESOMM                             | 1-0                                    |                                        |                                        |                                        |                                        |
| 1989-90   | 30                                     |                                        | (D3) Régional Ouest                    | WAM - ESM                              | -                                      |                                        |                                        |                                        |                                        |
| 1989-90   | 31                                     |                                        | (D3), Régional Ouest                   | ESM - WAM                              | -                                      |                                        |                                        |                                        |                                        |
| 1990-91   | 32                                     |                                        | (D3) Régional Ouest                    | WAM - ESM                              | -                                      |                                        |                                        |                                        |                                        |
| 1990-91   | 33                                     |                                        | (D3) Régional Ouest                    | ESM - WAM                              | -                                      |                                        |                                        |                                        |                                        |
| 1991-1994 | Division Différente .                  | Division Différente .                  | Division Différente .                  | Division Différente .                  | Division Différente .                  | Division Différente .                  | Division Différente .                  | Division Différente .                  | Division Différente .                  |
| 1994-95   | 34                                     | 28 Oct 1994                            | National II Ouest - 7éj                | WAM - ESM                              | 0-0                                    | -                                      | -                                      |                                        |                                        |
| 1994-95   | 35                                     | 24 Mar 1995                            | National II Ouest- 24éj                | ESM - WAM                              | 0-0                                    | -                                      | -                                      |                                        |                                        |
| 1995-96   | 36                                     | 5 Jan 1996                             | National II Ouest                      | WAM - ESM                              | 2-0                                    |                                        |                                        |                                        |                                        |
| 1995-96   | 37                                     | 24 mai 1996                            | National II Ouest                      | ESM - WAM                              | 1-3                                    |                                        |                                        |                                        |                                        |
| 1996-1999 | Division Différente .                  | Division Différente .                  | Division Différente .                  | Division Différente .                  | Division Différente .                  | Division Différente .                  | Division Différente .                  | Division Différente .                  | Division Différente .                  |
| 1999-00   | 38                                     | 29 Oct 1999                            | National II                            | ESM - WAM                              | 2-1                                    |                                        |                                        |                                        |                                        |
| 1999-00   | **39**                                 | 23 Déc 1999                            | **Coupe de la Ligue**                  | WAM - ESM                              | 2-1                                    |                                        |                                        |                                        |                                        |
| 1999-00   | 40                                     | 20 Avr 2000                            | National II                            | WAM - ESM                              | 2-3                                    |                                        |                                        |                                        |                                        |
| 2000-01   | 41                                     | 26 Octobre 2000                        | National II Centre-Ouest               | WAM - ESM                              | 1-2                                    |                                        |                                        |                                        |                                        |
| 2000-01   | 42                                     | 1 Mars 2001                            | National II Centre-Ouest               | ESM - WAM                              | 0-0                                    |                                        |                                        |                                        |                                        |
| 2001-02   | 43                                     | 25 Octobre 2001                        | National II Centre-Ouest               | WAM - ESM                              | 0-3                                    |                                        |                                        |                                        |                                        |
| 2001-02   | 44                                     | 21 Mars 2002                           | National II Centre-Ouest               | ESM - WAM                              | 2-0                                    |                                        |                                        |                                        |                                        |
| 2002-03   | 45                                     | 11 octobre 2002                        | National II Centre-Ouest               | WAM - ESM                              | 0-1                                    |                                        |                                        |                                        |                                        |
| 2002-03   | 46                                     | 7 Mars 2003                            | National II Centre-Ouest               | ESM - WAM                              | -                                      |                                        |                                        |                                        |                                        |
| 2003-04   | 47                                     | 24 Octobre 2003                        | National II Ouest                      | ESM - WAM                              | 1-0                                    |                                        |                                        |                                        |                                        |
| 2003-04   | 48                                     | 9 Avril 2004                           | National II Ouest                      | WAM - ESM                              | 1-1                                    |                                        |                                        |                                        |                                        |
| 2004-2005 | Division Différente .                  | Division Différente .                  | Division Différente .                  | Division Différente .                  | Division Différente .                  | Division Différente .                  | Division Différente .                  | Division Différente .                  | Division Différente .                  |
| 2005-06   | 49                                     | 8 Sep 2005                             | Inter-régions Ouest                    | WAM - ESM                              | -                                      |                                        |                                        |                                        |                                        |
| 2005-06   | 50                                     |                                        | Inter-régions Ouest                    | ESM - WAM                              | -                                      |                                        |                                        |                                        |                                        |
| 2006-07   | 51                                     |                                        | Inter-régions Ouest                    | WAM - ESM                              | 3-1                                    |                                        |                                        |                                        |                                        |
| 2006-07   | 52                                     |                                        | Inter-régions Ouest                    | ESM - WAM                              | -                                      |                                        |                                        |                                        |                                        |
| 2007-08   | 53                                     |                                        | Inter-régions Ouest                    | ESM - WAM                              | 0-0                                    |                                        |                                        |                                        |                                        |
| 2007-08   | 54                                     |                                        | Inter-régions Ouest                    | WAM - ESM                              | 0-1                                    |                                        |                                        |                                        |                                        |
| 2008-2014 | Division Différente .                  | Division Différente .                  | Division Différente .                  | Division Différente .                  | Division Différente .                  | Division Différente .                  | Division Différente .                  | Division Différente .                  | Division Différente .                  |
| 2014-15   | *55*                                   | 2014                                   | *Coupe d'Algérie*                      | WAM - ESM                              | 2-3                                    |                                        |                                        |                                        |                                        |
| 2014-15   | 56                                     | 27 Sep 2014                            | DNA Ouest                              | ESM - WAM                              | 0-0                                    |                                        |                                        |                                        |                                        |
| 2014-15   | 57                                     | 13 Fév 2015                            | DNA Ouest                              | WAM - ESM                              | -                                      |                                        |                                        |                                        |                                        |
| 2015-16   | 58                                     | 4 Déc 2015                             | DNA Ouest                              | WAM - ESM                              | 1-1                                    |                                        |                                        |                                        |                                        |
| 2015-16   | 59                                     | 15 Avr 2016                            | DNA Ouest                              | ESM - WAM                              | 1-1                                    |                                        |                                        |                                        |                                        |
| 2016-17   | 60                                     |                                        | DNA Ouest                              | ESM - WAM                              | -                                      |                                        |                                        |                                        |                                        |
| 2016-17   | 61                                     | 11 Mar 2017                            | DNA Ouest                              | WAM - ESM                              | -                                      |                                        |                                        |                                        |                                        |
| 2017-2020 | Division Différente .                  | Division Différente .                  | Division Différente .                  | Division Différente .                  | Division Différente .                  | Division Différente .                  | Division Différente .                  | Division Différente .                  | Division Différente .                  |
| 2020-21   | 62                                     | 20 Mar 2021                            | Inter-régions Ouest (D3)               | WAM - ESM                              | 2-1                                    | Hichem Chérif - Kadri                  |                                        |                                        |                                        |
| 2020-21   | 63                                     | Mai 2021                               | Inter-régions Ouest (D3)               | ESM - WAM                              | 0-1                                    |                                        |                                        |                                        |                                        |
| 2021-22   | 64                                     | 31 décembre 2021                       | Inter-régions Ouest (D3)               | WAM - ESM                              | 2-0                                    |                                        |                                        |                                        |                                        |
| 2021-22   | 65                                     |                                        | Inter-régions Ouest (D3)               | ESM - WAM                              | 1-0                                    |                                        |                                        |                                        |                                        |
| 2022-2023 | Division Différente .                  | Division Différente .                  | Division Différente .                  | Division Différente .                  | Division Différente .                  | Division Différente .                  | Division Différente .                  | Division Différente .                  | Division Différente .                  |
| 2023-24   | 66                                     | 13 Octobre 2023 (3e J)                 | Ligue 2 Centre-Ouest (D2)              | WAM - ESM                              | 1-2                                    |                                        |                                        |                                        |                                        |
| 2023-24   | 67                                     | 2 Mars 2024 (18e J)                    | Ligue 2 Centre-Ouest (D2)              | ESM - WAM                              | 1-0                                    |                                        |                                        |                                        |                                        |

### Statistiques Derby Mostaganem
| Catégories        | Matchs Joués | Victoires WAM | Nuls | Victoires ESM | Buts WAM | Buts ESM |
| ----------------- | ------------ | ------------- | ---- | ------------- | -------- | -------- |
| Critérium         | 2            | -             | -    | -             | -        | -        |
| Ligue 2           | 38           | -             | -    | -             | -        | -        |
| Division 3        | 22           | -             | -    | -             | -        | -        |
| Coupe d'Algérie   | 2            | 0             | 0    | 2             | 3        | 5        |
| Coupe de la ligue | 1            | 1             | 0    | 0             | 2        | 1        |
| TOTAL             | 65           | -             | -    | -             | -        | -        |